# Cyprinodon elegans
Espèce
Statut de conservation UICN

 EN  : En danger
Cyprinodon elegans est une espèce de poissons de la famille des Cyprinodontidae et de l'ordre des Cyprinodontiformes. La localité type où l'espèce a été décrite est appelée « Camanche Springs », d'où son nom anglais de Comanche Springs pupfish. 
L'espèce est classée « en danger » sur la liste rouge de l'UICN. Actuellement, on ne la trouve plus que près de la petite ville de Balmorhea, à l'Ouest du Texas.
L'espèce est difficile à garder en aquarium.